# Caroline Lanssens
Caroline Lanssens (* im 20. Jahrhundert) ist eine belgische Fußballschiedsrichterin.
Seit 2022 steht Lanssens auf der Liste der FIFA-Schiedsrichter und leitet internationale Fußballpartien. Sie gehört zur Gruppe der UEFA-First-Category-Schiedsrichterinnen, der zweithöchsten Schiedsrichterinnen-Kategorie.
Bei der U-17-Europameisterschaft 2023 in Estland wurde Lanssens als Vierte Offizielle eingesetzt. Bei der U-19-Europameisterschaft 2024 in Litauen pfiff Lanssens zwei Partien in der Gruppenphase.
Zudem leitete Lanssens bereits Spiele in der Women’s Nations League, in der Qualifikation zur Weltmeisterschaft 2023 und zur Europameisterschaft 2025, in der Qualifikation zur Women’s Champions League, in der Eredivisie der Frauen sowie diverse Qualifikations- und Freundschaftsspiele.